# ییلماز کوکسل
ییلماز کوکسل (ترکی استانبولی: Yılmaz Köksal؛ ۱۵ ژوئیه ۱۹۳۹ – ۲۲ اکتبر ۲۰۱۵) هنرپیشه اهل ترکیه بود. او از ۱۹۶۵ تا ۲۰۱۱ در بیش از صد فیلم حضور داشته‌است.